# Gonomyia pedica
Gonomyia pedica är en tvåvingeart som beskrevs av Alexander 1947. Gonomyia pedica ingår i släktet Gonomyia och familjen småharkrankar. Inga underarter finns listade i Catalogue of Life.